# Telamonia festiva
Telamonia festiva är en spindelart som beskrevs av Tord Tamerlan Teodor Thorell 1887. Telamonia festiva ingår i släktet Telamonia och familjen hoppspindlar. Inga underarter finns listade i Catalogue of Life.